# Retrato de Federico Flórez y Márquez
Federico Flórez y Márquez, es una obra pictórica del pintor romántico español Federico Madrazo. Data del año 1842. Se trata de un óleo sobre lienzo que mide 110 centímetros de ancho por 178,5 centímetros de alto. Actualmente se conserva en el Museo del Prado de Madrid (España).

## Análisis
La obra representa a un muchacho que está retratado en pie, de cuerpo entero, y parece representar unos diez años. De abundante cabellera rubia y ojos claros, la blancura de su piel acusa el rubor encendido de sus mejillas. Posa en gallarda actitud militar, un punto arrogante, luciendo su vistoso uniforme de gala de escolapio de color azul-negro, perteneciente al Colegio de Alumnos Nobles de Madrid. Así, viste casaca con botonadura plateada, cuello y bocamangas ocres y pantalón con galón de plata, apoyando la mano izquierda en un espadín sujeto al cinto mientras sostiene con la otra el bicornio, que apoya en la rodilla. Tras su figura se despliega un austero paisaje campestre de caminos y empalizadas, identificado en ocasiones con algún paraje de las afueras de Madrid, de profunda lejanía, en la que se vislumbra un caserío rural bajo un cielo plomizo, cubierto de nubarrones.
Esta es seguramente la efigie infantil más conocida de cuantas pintara Federico de Madrazo en toda su vida, constituyendo verdaderamente una obra de especial significación en su producción, ya que se trata de uno de los primeros y más notables retratos pintados por el artista nada más instalarse definitivamente en Madrid tras su estancia de formación en Roma, resuelto -bien a su pesar- a dedicarse por entero a este género, renunciando así a sus anhelos juveniles de convertirse en un gran pintor de historia.
En efecto, la ambientación del retrato en un paisaje abierto de campiña, que se despliega en grandes franjas de color en zigzag hasta el horizonte, supone un recurso verdaderamente inusual en la obra de Madrazo lo que, junto al protagonismo de los negros del uniforme y la apostura del modelo, muestran la personalísima evocación que el artista hace del mundo velazqueño recién regresado a España, utilizando las mismas claves compositivas que los retratos de caza del sevillano, aunque en una interesante conjunción con los planteamientos estéticos de la retratística purista internacional de esos años, en los que Federico había cuajado su estilo juvenil, y a los que suma puntualmente en esta primera etapa de madurez una personal influencia de la estética inglesa en la elegancia distante de los modelos posando ante paisajes naturales.
Por otra parte, la interpretación de los diferentes elementos del paisaje obedece a una elaboración eminentemente personal de la creatividad del artista más que a la representación de un paraje real, en la que aspectos como el árbol del extremo derecho, cuyas ramas se recortan sobre el cielo, o la densidad amenazante de las nubes, siguen las pautas del paisaje romántico centroeuropeo de esos años, que Madrazo había asimilado durante su estancia romana en torno al círculo nazareno. Junto a ello, la iluminación irreal y efectista con que está resuelto el retrato, de acusados brillos en las manos y adornos de metal del uniforme del escolapio, bañado el personaje por una luz distinta del fondo campestre ante el que se encuentra, demuestra el tratamiento absolutamente independiente con que el artista resuelve figura y paisaje, envolviendo todo el retrato en la atmósfera cenicienta de un extraño crepúsculo, que infunde a la figura un aire inquietante y melancólico, enormemente sugerente.